# 鲁西 (埃纳省)
鲁西（法語：Roucy，法語發音：[ʁusi]）是法国上法蘭西大區埃纳省的一个市镇，属于拉昂区。

## 地理
鲁西（49°22'19"N, 3°48'55"E）面积6.96 平方千米，位于法国上法蘭西大區埃纳省，该省份为法国北部内陆省份，北起北部省，西接索姆省和瓦兹省，东临阿登省和马恩省，西南至塞纳-马恩省，东北部与比利时接壤
与鲁西接壤的市镇（或旧市镇、城区）包括：布菲涅勒、孔瑟夫勒、居扬库尔、旺特莱、科尔米西。

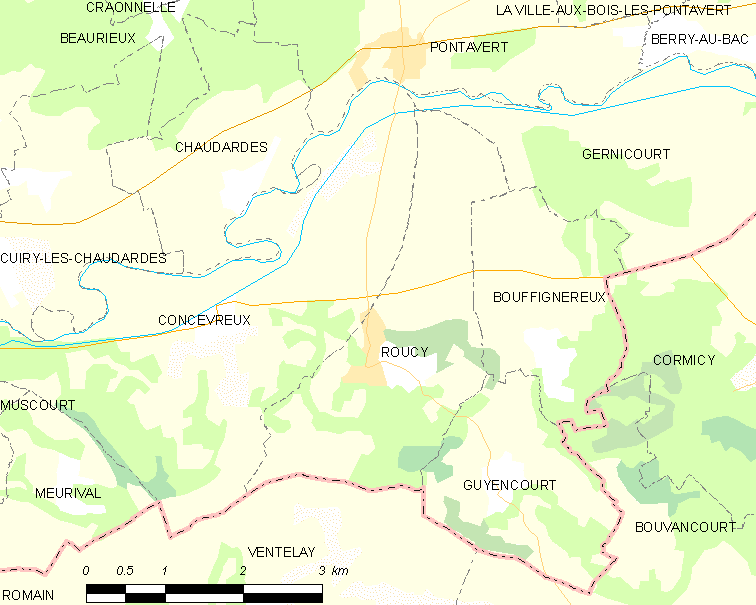
的OSM定位图

鲁西的时区为UTC+01:00、UTC+02:00（夏令时）。

## 行政
鲁西的邮政编码为02160，INSEE市镇编码为02656。

## 政治
鲁西所属的省级选区为埃纳河畔新城县。

## 人口

1962-2008年间人口变化图示

鲁西于2022年1月1日时的人口数量为375人。